# Viols-en-Laval
Viols-en-Laval är en kommun i departementet Hérault i regionen Occitanien i södra Frankrike. Kommunen ligger i kantonen Saint-Martin-de-Londres som tillhör arrondissementet Lodève. År 2022 hade Viols-en-Laval 216 invånare.

## Befolkningsutveckling
Antalet invånare i kommunen Viols-en-Laval
Referens:INSEE